# Kossot-Leszczynka
Kossot-Leszczynka – część wsi Stefanowo w Polsce, położona w województwie mazowieckim, w powiecie piaseczyńskim, w gminie Lesznowola.
W latach 1975–1998 Kossot-Leszczynka administracyjnie należała do województwa warszawskiego.